# Filmkopie
Als Filmkopie wird ein Duplikat eines Films bezeichnet. Kopiert werden kann ungeschnittenes oder geschnittenes und montiertes Filmmaterial (Negativfilm, Positivfilm oder Umkehrfilm). Die Filmkopie wird selbst mit Negativfilm, Positivfilm oder Umkehrfilm erstellt. Je nach angewandtem Verfahren wird zwischen optischer Kopie und Kontaktkopie unterschieden.
Die Bildqualität (Bildstand, Schärfe, Auflösung, Kontrastumfang, Farbtreue) einer Filmkopie ist stets schlechter als die des Filmmaterials, von dem sie abstammt (vgl. Kopiengeneration).

## Kontaktkopie
Für eine Kontaktkopie wird das zu kopierende Filmmaterial auf das unbelichtete Filmmaterial (Kopierfilm) gedrückt (Bildschicht auf Bildschicht), wobei man mit Positionierorganen für die Führung sorgt. Die derart in Kontakt gebrachten Filmstreifen werden an einem Lichtspalt vorübergezogen. Daher spricht man auch vom „Ziehen“ einer Kopie. Bei kontinuierlich wirkenden (Zahnkranz-)Anlagen kann die Kopiergeschwindigkeit bis 10 Meter pro Sekunde betragen. Schritt-Kontakt-Kopien eignen sich besonders für die Großprojektion, kosten aber meistens mehr.
In der Reprotechnik wurden großformatige tischähnliche Kontaktkopiergeräte eingesetzt. Hier lag das Original (Positiv- oder Negativfilm) auf einer Glasplatte, darüber wurde der zu belichtende Film platziert und durch eine Absaugvorrichtung an das Original gepresst. Die Belichtung erfolgte durch eine unten – über dem Fußboden – befindliche Lichtquelle. Verwendet wurden dabei meist großformatige Rollen- oder Planfilme. Zur Herstellung von farbigen Druckerzeugnissen wurde bei der Kontaktkopie zur farbgetrennten Herstellung in der Druckvorstufe für die vorher mit Passlöchern versehenen Filme (Originale sowie zu belichtende Filme) Passstifte verwendet.

## Optische Kopie
Für eine optische Kopie wird das Ausgangsmaterial mit einem Objektiv auf Rohfilm abgebildet. Die Laufrichtung der beiden Filme ist gegensinnig. Dies geschieht auf einer speziellen Kopiermaschine, die Filmantriebe höherer Klassen aufweist, oder auf Kopieranlagen für Formatwechsel. Weil die Filmantriebe getrennt laufen können, sind Schaltungen, Tricks und Korrekturen möglich, zum Beispiel an der Bildgröße. Es gibt auch kontinuierlich wirkende optische Kopiermaschinen, bei denen die Laufrichtung der Filme gleichsinnig ist, und zwar in der kombinierten Reduktions-Vervielfältigung wie 35 → 4 × 8, 35 → 2 × 16, 32 → 2 × 16 oder 16 → 2 × 8. 32-mm-Film als reines Kopierformat ist seit den 1980er Jahren nicht mehr in Gebrauch.

## Trocken- und Nasskopieren
Bis 1957 wurde nur trocken kopiert. Einzelne Experimente mit Luftbefeuchtung und feuchten Abstreifvorrichtungen konnten sich nicht verbreiten.
Dann sind die ersten Ergebnisse von Kopierversuchen unter Flüssigkeiten veröffentlicht worden. Man hat herausgefunden, dass Flüssigkeiten, deren optischer Brechungsindex nahe bei demjenigen der Bildschicht und des Filmträgers liegt, feine Kratzer und Schrammen ausfüllen und ein einziges optisches Medium bilden, womit sie nicht mitkopieren, wie man sagt. Auch Staubteilchen werden einesteils fortgespült, einesteils kopierunwirksam gemacht. Zuletzt entfällt jegliche statische Aufladung der Filme, wodurch nochmal weniger Staub an die Filmoberflächen gelangt. Tiefe Kratzer, die die Bildschicht durchstoßen, können nicht zum Verschwinden gebracht werden. Trotzdem reduziert dieses Verfahren Schäden am Ausgangsmaterial, es wurde  und wird daher vor allem bei der Restaurierung historischer Filme angewendet. 
Eine Reihe geeigneter Kopierflüssigkeiten war vorgeschlagen worden, von denen aber einige krebserregend und giftig sind. Namentlich Perchlorethylen ist allgemein in Gebrauch, wofür wirksame Absaugung und Rückführung der Dämpfe erforderlich ist.